# La Neuville-Sire-Bernard
La Neuville-Sire-Bernard és un municipi francès situat al departament del Somme i a la regió dels Alts de França. L'any 2007 tenia 271 habitants.

## Demografia

### Població

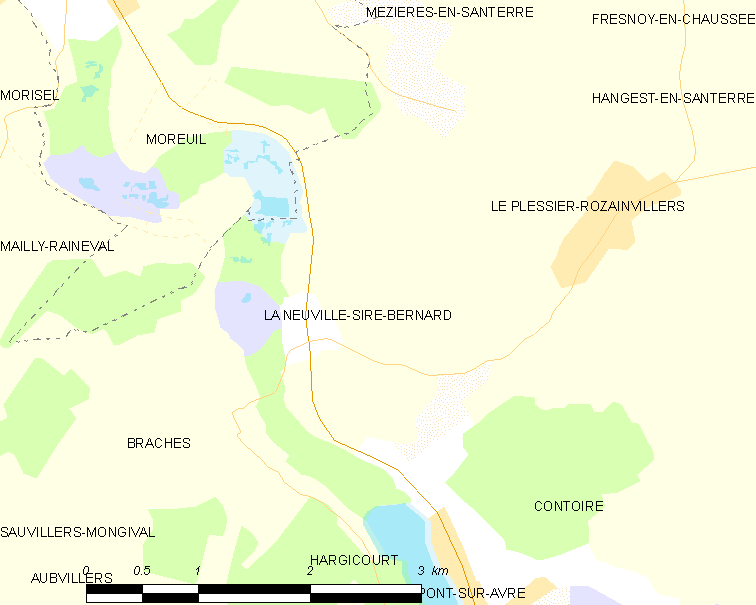

El 2007 la població de fet de La Neuville-Sire-Bernard era de 271 persones. Hi havia 100 famílies de les quals 16 eren unipersonals (12 homes vivint sols i 4 dones vivint soles), 36 parelles sense fills, 36 parelles amb fills i 12 famílies monoparentals amb fills.
La població ha evolucionat segons el següent gràfic:
Habitants censats

### Habitatges
El 2007 hi havia 108 habitatges, 103 eren l'habitatge principal de la família, 1 era una segona residència i 4 estaven desocupats. 107 eren cases i 1 era un apartament. Dels 103 habitatges principals, 92 estaven ocupats pels seus propietaris, 9 estaven llogats i ocupats pels llogaters i 2 estaven cedits a títol gratuït; 1 tenia dues cambres, 16 en tenien tres, 31 en tenien quatre i 55 en tenien cinc o més. 94 habitatges disposaven pel capbaix d'una plaça de pàrquing. A 52 habitatges hi havia un automòbil i a 47 n'hi havia dos o més.

### Piràmide de població
La piràmide de població per edats i sexe el 2009 era:
| Homes | Edats   | Dones |
| ----- | ------- | ----- |
| 0     | 95 o +  | 0     |
| 0     | 90 a 94 | 0     |
| 0     | 85 a 89 | 0     |
| 0     | 80 a 84 | 0     |
| 4     | 75 a 79 | 4     |
| 8     | 70 a 74 | 4     |
| 4     | 65 a 69 | 4     |
| 4     | 60 a 64 | 4     |
| 4     | 55 a 59 | 0     |
| 16    | 50 a 54 | 20    |
| 8     | 45 a 49 | 4     |
| 12    | 40 a 44 | 16    |
| 8     | 35 a 39 | 12    |
| 0     | 30 a 34 | 0     |
| 24    | 25 a 29 | 8     |
| 12    | 20 a 24 | 16    |
| 0     | 15 a 19 | 16    |
| 4     | 10 a 14 | 12    |
| 8     | 5 a 9   | 4     |
| 8     | 0 a 4   | 24    |

## Economia
El 2007 la població en edat de treballar era de 181 persones, 131 eren actives i 50 eren inactives. De les 131 persones actives 117 estaven ocupades (64 homes i 53 dones) i 14 estaven aturades (8 homes i 6 dones). De les 50 persones inactives 16 estaven jubilades, 19 estaven estudiant i 15 estaven classificades com a «altres inactius».

### Ingressos
El 2009 a La Neuville-Sire-Bernard hi havia 102 unitats fiscals que integraven 265 persones, la mediana anual d'ingressos fiscals per persona era de 18.118 €.

### Activitats econòmiques
Dels 5 establiments que hi havia el 2007, 1 era d'una empresa extractiva, 2 d'empreses de construcció i 2 d'empreses de comerç i reparació d'automòbils.
Dels 3 establiments de servei als particulars que hi havia el 2009, 1 era un taller de reparació d'automòbils i de material agrícola, 1 fusteria i 1 lampisteria.
L'any 2000 a La Neuville-Sire-Bernard hi havia 5 explotacions agrícoles.

## Equipaments sanitaris i escolars
El 2009 hi havia una escola elemental integrada dins d'un grup escolar amb les comunes properes formant una escola dispersa.

## Poblacions més properes
El següent diagrama mostra les poblacions més properes.